# Euraxemys
Euraxemys é um testudino da sub ordem pleurodira que viveu no período subperíodo albiano do Cretáceo na formação do Crato. 